# Gornja Ljubata
Gornja Ljubata (em cirílico: Горња Љубата) é uma vila da Sérvia localizada no município de Bosilegrad, pertencente ao distrito de Pčinja, na região de Krajište. A sua população era de 297 habitantes segundo o censo de 2011.

## Demografia
| 1948 | 1953 | 1961 | 1971 | 1981 | 1991 | 2002 | 2011 |
| ---- | ---- | ---- | ---- | ---- | ---- | ---- | ---- |
| 1405 | 1657 | 1621 | 1580 | 1064 | 660  | 485  | 297  |